# Salhusfjorden
60°33′N 5°19′Ø / 60.550°N 5.317°Ø
Salhusfjorden er en fjord i Bergen og Alver kommuner i Vestland fylke i Norge. Den ligger mellem Salhus i sydøst og Frekhaug på Holsnøy i nordvest og starter hvor Byfjorden, der kommer fra Bergen centrum mod syd, møder Herdlefjorden som kommer nordvest fra. Både Byfjorden og Herdlefjorden kan anses som fjordarme til Hjeltefjorden. 
Fjorden har indløb i sydvest mellem Galleneset på Holsnøy og Salhus. Herfra  strækker den sig omkring 4 km nordøstover. Fjorden bliver krydset af Nordhordlandsbroen, som har en længde på 1,6 km, den næst længste i landet efter Drammensbroen. Broen er en del af E39 og går fra Klauvaneset ved Tellvik og over fjorden til Flatøy. Krossnessundet og Håøysundet ligger mellem Flatøy og Holsnøy og går nordover til Kvernafjorden og Radfjorden. 
Salhusfjorden ender mellem Klubben i Knarvik i nord og Hordvikneset i syd. Fra her går Osterfjorden videre nordøstover, mens Sørfjorden går sydøstover. 